# Pararhagadochir christae
Pararhagadochir christae is een insectensoort uit de familie Archembiidae, die tot de orde webspinners (Embioptera) behoort. De soort komt voor in Brazilië.
Pararhagadochir christae is voor het eerst wetenschappelijk beschreven door Ross in 1972.